# Nematophylla
Nematophylla är ett släkte av skalbaggar. Nematophylla ingår i familjen Melolonthidae.
Kladogram enligt Catalogue of Life:
| Nematophylla | \| \| Nematophylla carinicollis \| \| \| \| \| \| Nematophylla rugosa \| \| \| \| |
|              | \| \| Nematophylla carinicollis \| \| \| \| \| \| Nematophylla rugosa \| \| \| \| |
|              | Nematophylla carinicollis                                                         |
|              |                                                                                   |
|              | Nematophylla rugosa                                                               |
|              |                                                                                   |